# Референдум в Швеции (2003)
Консультативный референдум по введению евро был проведён в Швеции 14 сентября 2003 года. Референдум потерпел неудачу. Как следствие, Швеция решила в 2003 году не принимать евро. Если бы результат голосования был в пользу принятия евро, Швеция перешла бы на новую валюту 1 января 2006 года.
Организация «Швеция в Европе» была главной зонтичной группой, проводящей кампанию за принятие евро.

## Предпосылки
Швеция присоединилась к Европейскому союзу в 1995 году, и её соглашение о вступлении обязало страну присоединиться к Еврозоне. Однако одно из требований для членства в Еврозоне — двухлетнее членство в ERM II, и Швеция приняла решение не присоединиться к этому механизму и как следствие связать её обменный курс с % за ±2.25 евро. В то время как есть правительственная поддержка членства, все стороны обязались не присоединяться к Еврозоне без референдума.

## Вопрос референдума
Считаете ли вы, что Швеция должна ввести евро в качестве валюты?
Оригинальный текст (швед.)Anser du att Sverige skall införa euron som valuta?

## Результат референдума
Явка избирателей на референдум составляла 82,6 %, подведенный с результатом 55,9 % против и 42,0 % за принятие евро.